# Face Dances
Face Dances es el noveno álbum de estudio del grupo británico The Who, publicado por la compañía discográfica Warner Bros. Records en marzo de 1981. Supuso el primer disco de estudio del grupo después de la muerte del batería Keith Moon, que fue reemplazado por Kenney Jones tres años antes, así como el primer lanzamiento con Warner Bros. en los Estados Unidos.
El álbum obtuvo una recepción crítica mixta: mientras algunos medios criticaron el álbum, The Boston Globe lo calificó como el mejor disco de The Who desde Quadrophenia. A nivel comercial, Face Dances alcanzó el puesto dos en las listas de discos más vendidos de Canadá y Reino Unido, y el cuatro en la lista estadounidense Billboard 200. El primer sencillo, «You Better You Bet», alcanzó el primer puesto de la lista Hot Mainstream Rock Tracks y fue uno de los primeros vídeos musicales emitidos por MTV en 1981.
La portada del álbum incluyó retratos de los cuatro músicos realizados por diversos artistas a solicitud de Peter Blake, diseñador de la portada de The Beatles Sgt. Pepper's Lonely Hearts Club Band. Entre los artistas se incluyeron a Tom Phillips, Richard Hamilton,  Allen Jones, David Hockney, Clive Barker, R.B. Kitaj, Howard Hodgkin, Patrick Caulfield y al propio Blake.
En 1997, Polydor Records reeditó Face Dances con cinco temas extra: tres descartes de las sesiones de grabación —«I Like Nightmares», «It's In You» y «Somebody Saved Me»— y sendas versiones en directo de «How Can You Do It Alone» y «The Quiet One».

## Historia
Tras la muerte del batería Keith Moon, The Who volvió a reagruparse con Kenney Jones, miembro de The Faces, y al principio se concentraron en varias giras. La nueva formación ofreció su primer concierto en el Rainbow Theatre de Londres el 2 de mayo de 1979, seguido de una gira por Europa y Estados Unidos en la segunda mitad del año. Un año después, el grupo volvió a entrar en el estudio de grabación para grabar Face Dances. Además de la nueva presencia de Jones, el modus operandi del grupo cambió con la introducción de John Bundrick tocando los teclados. La grabación tuvo lugar en los Odyssey Studios de Londres a partir de junio de 1980 y las mezclas fueron realizadas en el estudio personal de Szymczyk en Coconot Grove, Florida, a finales de año. A pesar del título, Face Dances no incluyó una canción homónima compuesta por Pete Townshend que fue grabada posteriormente en su álbum en solitario All the Best Cowboys Have Chinese Eyes.

## Lista de canciones
Todas las canciones escritas y compuestas por Pete Townshend excepto donde se anota. 
| Cara A |                          |                |          |  |
| N.º    | Título                   | Escritor(es)   | Duración |  |
| 1.     | «You Better You Bet»     |                | 5:36     |  |
| 2.     | «Don't Let Go the Coat»  |                | 3:44     |  |
| 3.     | «Cache Cache»            |                | 3:57     |  |
| 4.     | «The Quiet One»          | John Entwistle | 3:10     |  |
| 5.     | «Did You Steal My Money» |                | 4:11     |  |

| Cara B |                           |                |          |  |
| N.º    | Título                    | Escritor(es)   | Duración |  |
| 1.     | «How Can You Do It Alone» |                | 5:26     |  |
| 2.     | «Daily Records»           |                | 3:27     |  |
| 3.     | «You»                     | John Entwistle | 4:31     |  |
| 4.     | «Another Tricky Day»      |                | 4:55     |  |

| Temas extra (reedición de 1997) | |                |          |  |
| N.º                             | Título | Escritor(es)   | Duración |  |
| 1.                              | «I Like Nightmares»                                                                                        |                | 3:09     |  |
| 2.                              | «It's In You»                                                                                              |                | 4:59     |  |
| 3.                              | «Somebody Saved Me» (Incluida en el álbum de Pete Townshend All the Best Cowboys Have Chinese Eyes)        |                | 5:31     |  |
| 4.                              | «How Can You Do It Alone» (En directo, 8 de diciembre de 1979 en el International Amphitheatre de Chicago) |                | 5:24     |  |
| 5.                              | «The Quiet One» (En directo, 13 de octubre de 1982 en el Shea Stadium de Nueva York)                       | John Entwistle | 4:28     |  |

## Personal
The Who
- Roger Daltrey: voz
- Pete Townshend: guitarras, teclados, coros y voz principal (en «I Like Nightmares», «Somebody Saved Me» y «How Can You Do It Alone»)
- John Entwistle: bajo, voz principal (en «The Quiet One»)
- Kenney Jones: batería

Otros músicos
- John "Rabbit" Bundrick: teclados y sintetizador

Equipo técnico
- Allen Blazek: ingeniero de sonido
- Chris Charlesworth: productor ejecutivo
- Bill Curbishley: productor ejecutivo
- Greg Fulginiti: masterización
- Ted Jensen: masterización
- Bob Ludwig: remasterización
- Jimmy Patterson: ingeniero asistente
- Teri Reed: ingeniero asistente
- Robert Rosenberg: productor ejecutivo
- Bill Szymczyk: productor musical e ingeniero de sonido
- Michael Andrews, Richard Hamilton, Patrick Caulfield, David Hockney, Howard Hodgkin, David Inshaw, Bill Jacklin, R. B. Kitaj, Allen Jones, Tom Phillips, Patrick Procktor, Colin Self, Joe Tilson, David Tindle: retratos
- Brian Aris: fotografía
- Clive Barker: diseño de contraportada
- Peter Blake: diseño de portada
- Gavin Cochrane: fotografía
- Richard Evans: diseño gráfico

## Posición en listas
| País           | Lista                    | Posición |
| -------------- | ------------------------ | -------- |
| Alemania       | Media Control Charts     | 29       |
| Canadá         | RPM Albums Chart         | 2        |
| Estados Unidos | Billboard 200            | 4        |
| Noruega        | Norwegian Albums Chart   | 19       |
| Nueva Zelanda  | New Zealand Music Charts | 4        |
| Países Bajos   | Mega Albums Top 100      | 16       |
| Reino Unido    | UK Albums Chart          | 2        |
| Suecia         | Swedish Albums Chart     | 17       |

| Sencillo                | País           | Lista                      | Posición |
| ----------------------- | -------------- | -------------------------- | -------- |
| «You Better You Bet»    | Estados Unidos | Billboard Hot 100          | 18       |
| «You Better You Bet»    | Estados Unidos | Hot Mainstream Rock Tracks | 1        |
| «You Better You Bet»    | Reino Unido    | UK Singles Chart           | 9        |
| «Don't Let Go the Coat» | Estados Unidos | Billboard Hot 100          | 84       |
| «Another Tricky Day»    | Estados Unidos | Hot Mainstream Rock Tracks | 6        |

## Certificaciones
| Fecha                    | País           | Organismo certificador | Certificación | Ventas certificadas |
| ------------------------ | -------------- | ---------------------- | ------------- | ------------------- |
| 18 de septiembre de 1981 | Estados Unidos | RIAA                   | Platino       | 1 000 000           |